# さんまの天国と地獄
さんまの天国と地獄（さんまのてんごくとじごく）とは、フジテレビで放送されていた明石家さんま司会のサッカーを中心とする情報バラエティ番組である。2000年から2002年にかけて、毎月1回放送。

## 概要
2002年に日本と韓国で共同開催されたFIFAワールドカップに向けて、各大陸の予選の結果を中心に放送。毎回サッカー好きのゲストが登場し、さんまと共にジョン・カビラのハイテンションな実況付きで試合を振り返る。
当初は南米予選に特化した番組として放送していたが、回が進むにつれてヨーロッパ予選など他地区の予選も取り上げるようになった。各試合で勝った国には「天国」のマーク（天使になったさんまの似顔絵）がつき、敗れた国には「地獄」のマーク（悪魔になったさんまの似顔絵）がつく。また、ワールドカップ出場が確定した国は「天国行き」と表現され、各大陸予選敗退が確定した国は「地獄行き」と表現された。
ブラジル代表ロナウドの元恋人という巨乳ブラジル人女性・ビビアーネや、Jリーグの横浜フリューゲルスでも活躍したアルゼンチンのモネールなど、各国のサポーターとして登場した個性溢れる「名物レポーター」が人気となった。特にモネールはワールドカップ終了後も他局のバラエティに出演したり、この番組（ハイライト・後述）で共演したリトバルスキーの紹介でJ2の横浜FCに入団、わずかな期間ではあったがJリーグ復帰を果たした。
2002年に入るとワールドカップ出場各国の情報や親善試合、日本代表の情報に加えて過去のワールドカップの名勝負のダイジェスト、スター選手のインタビュー、イタリアの選手へのドッキリ番組など非常にバラエティに富んだ内容になった。
各国の代表選手やレポーターがVTRでスタジオのさんまに向かって「さんまさん、さんまさん」と呼びかけるのがお約束で、最終回のエンディングでは過去に登場した様々な人物の“さんまを呼びかける場面”がダイジェストで流れた。
放送は毎月1回で、主に『日曜スペシャル』（『スーパー競馬』終了後の16:00-17:25の特番枠）に編成されていた（一部土曜昼間に編成することもあった）。そのため、毎回エンディングでさんまは「また来月」と締めるのがお決まりとなっていた。
なお、2006年は「さんまのFOOTBALL CX」としてほぼ同じ内容で放送された。

## 出演者
- メインパーソナリティー：明石家さんま
- 司会・実況：ジョン・カビラ
- アシスタント：中井美穂
- 中継：内田恭子
- 解説：清水秀彦、風間八宏、松木安太郎

## ハイライト
ワールドカップ開幕後、フジテレビで放送されたハイライト（デイリーまたはウィークリー）も「天国と地獄」というサブタイトル付きで放送され、番組の進行や出演者もほぼ同じような構成になっていた。さんまは「監督」というポジションになり、スケジュールの都合上半分はVTR出演だった。
- 監督：明石家さんま
- 司会・実況：ジョン・カビラ
- アシスタント：中井美穂、内田恭子
- 解説：清水秀彦、西野朗、アーセン・ヴェンゲル

## ゲスト出演者
- 甲斐よしひろ
- 大杉漣
- 安斎肇
- 村上てつや（ゴスペラーズ）
- 馳星周
- 加藤あい
- 仁志敏久
- 古田敦也
- 中田浩二
- 本山雅志
- 酒井友之

ほか

## 各国名物レポーター
- ブラジル：ビビアーネ
- アルゼンチン：モネール
- イタリア：パンツェッタ・ジローラモ
- イングランド：トニー・クロスビー、フレディ
- スペイン：ジュディ
- 中国：ウ・ホイミン
- 南米担当：ホルヘ三村

ほか

## エピソード
- ワールドカップとほぼ同時期にフジテレビ系列で放送されていたドラマ「空から降る一億の星」でさんまと共演した木村拓哉が、イタリア代表デル・ピエロのサイン入りユニフォームが欲しいと言ったためジローラモがサインをもらいに行く企画があった。ジローラモは見事サインをもらう事に成功するが、デル・ピエロが行ってしまった後「To Takuya」（拓哉へ）と書いてもらうのを忘れた事に気づき、自分で書き足してしまった。これにはさんまも「何て事するの!？」と呆然。結局さんまがこのユニフォームを木村拓哉に渡したらしい。
- 松木安太郎がアルゼンチン代表のシメオネ、イングランド代表のオーウェンの名前を使ってダジャレを披露したところ、2人が揃って負傷し戦列から離れるという不幸に見舞われた。このことから、番組内で“松木のダジャレの題材になった選手は負傷する”というジンクスが誕生した。しかし、これが発覚した回のオープニングで、これ以上被害者が出ないよう「ダジャレ禁止令」が出たにもかかわらず、松木はベッカムのフリーキックの映像を見て「ベッカムは別格ですね」とコメント、スタジオを騒然とさせた。これに対しさんまは苦笑いしながらも「これでベッカムは少なくとも肉離れか、親離れするでしょうね」と綺麗にまとめた。（ちなみにこの時のベッカムのフリーキックは、ヨーロッパ予選においてイングランドが本戦出場を決めたギリシャ戦で同点に追いついた時のもの）
- 古田敦也がゲストで出演した時、すでに結婚していた中井美穂が「やりづらいですが、がんばりましょう」といったところ、明石家さんまに「やりづらいのはお前だけや」と突っ込みを入れられていた。
- ワールドカップ開催中のハイライト番組には、トルコ戦を終えた稲本潤一とアーセナルのアーセン・ベンゲル監督、さらにピエール・リトバルスキーやモネールといった豪華なゲストがスタジオ出演した。

## スタッフ
- スペシャルサンクス：日比野克彦
- 構成：加部究、吉野宏（ジーワン）、金沢達也（#2）
- 番組タイトル：関谷隆
- CGオープニング：伊原正徳
- 美術制作：一色隆弘
- 美術デザイン：山本修身
- 美術進行：鈴木真吾（#1）、村瀬大（#2-4）
- 照明：縄豊（#1）、小林直貴（#2,3）、嶺岸一彦（#4）
- TD：広瀬重雄
- VE：畑本文雄
- スタジオカメラ：片平哲也（#1,4）、斉藤佳久（#2）、河野敬磨（#3）
- 音声：植松健
- 編集：安部健二、栗原康幸、山本剛史、飯田有司（#2,4）
- MA：内田昭弘、萩野賢
- 選曲：東藤雅人・横川優子（プロジェクト80）
- 回線：児玉洋
- 技術協力：東京フィルムメート、共同テレビ、八峯テレビ、共同エディット、オムニバス・ジャパン、テレビ静岡（#4）
- 制作協力：上JOE
- 海外コーディネート：六本木栄二、木下庸子（#1-3）、三芳しのぶ（#1,4）、中谷吉男（#4）
- デスク：石川直美
- AD：宮下正孝、日野隆文、尾崎雄介
- 中継：松本ただし（#1,4）、五百蔵賢次（#1,4）、鈴木清彦（#2,3）、高山誠（#2,3）
- 取材ディレクター：森勝嗣、児玉知、熊谷公博、山本剛志（#2,4）
- ディレクター：吉見正（上JOE）、熊智大介
- プロデューサー：村社淳
- 制作：フジテレビスポーツ局
- 制作著作：フジテレビ